# Céntulo II de Bigorra
Céntulo II fue conde de Bigorra desde 1114 hasta su muerte en 1129. Sucedió a su sobrina Beatriz II.

## Biografía
Era hermanastro del vizconde de Bearn Gastón IV ya que ambos eran hijos de Céntulo V de Bearn pero de madres diferentes. Mantuvo excelentes relaciones con Gastón, al que acompañó en casi todas sus expediciones militares.
Entre 1096 y 1101 los dos hermanos participaron en la Primera Cruzada. Mientras que las crónicas dan mucha información sobre Gastón, uno de los héroes de la Cruzada, apenas mencionan a Céntulo, que por entonces era un mero noble sin feudo, al ser conde de Bigorra su hermano Bernardo III.
Entre 1113 y 1114 las muertes sucesivas del conde Bernardo y de su hija Beatriz hicieron de Céntulo el nuevo conde. Continuando su relación fraternal con Gastón de Bearn, por entonces aliado con el rey de Aragón Alfonso I, les acompañó en la conquista de Zaragoza (1118), y en las campañas subsiguientes dirigidas a la conquista del  Valle del Ebro y el Bajo Aragón. En 1119, participó en la conquista de la importante plaza militar de Tudela, el Valle del río Alhama, la Dehesa del Moncayo, con la también importante ciudad de Tarazona y toda su comarca, la ciudad de Ágreda y otras poblaciones. Céntulo obtuvo en recompensa privilegios en la ciudad de Zaragoza, la mitad de la ciudad de Tarazona como señorío y otros feudos (24 aldeas) en el Valle de Arán. También participó en los años 1125-1126 en la gran expedición a Granada.
En mayo de 1122 Céntulo rindió homenaje a Alfonso I de Aragón, pasando así el condado de Bigorra a ser un estado vasallo del Reino de Aragón y rompiendo de paso su dependencia - puramente teórica en la época - del ducado de Aquitania.
En 1128 se casó con Estefanía, hija del conde Ramón Berenguer III de Barcelona. Al morir, le sucedió su hija Beatriz, casada con Pedro de Marsan, que también fue señor de Tarazona, con lo que Bigorra quedó unida al vizcondado de Marsán durante buena parte del siglo XII.